# الگوریتم برنشتاین-وزیرانی
الگوریتم برنشتاین-وزیرانی (به انگلیسی: Bernstein-Vazirani Algorithm) یک الگوریتم کوانتومی است. اومش وزیرانی و دانشجویش ایتان برنشتاین کار دویچ و جوژا در الگوریتم دویچ-جوژا را ادامه دادند و در سال ۱۹۹۳ مقاله ای را منتشر کردند که در آن الگوریتم برنشتاین-وزیرانی را معرفی کردند که الگوریتم‌های کلاسیک و کوانتومی را کاملاً از هم جدا می‌کرد حتی اگر خطاهای کوچک مجاز باشد. این نکته از این جهت مهم است که الگوریتم دویچ-جوژا برتری کوانتومی دترمینیستیک نسبت به الگوریتمهای کلاسیک داشت به این معنا که اگر خطاهای کوچکی در محاسبات وارد می‌شد هم نسخه‌های‌های کلاسیک و هم نسخه‌های کوانتومی به بدترین حالت یعنی O(1) قدم نزدیک می‌شدند و مزیت کوانتومی از بین می‌رفت. در حالی که الگوریتم برنشتاین-وزیرانی حتی با وجود خطاهای جزئی الگوریتم‌های کوانتومی را از الگوریتم‌های کلاسیک متمایز می‌کند. مسئله مطرح شده در الگوریتم برنشتاین-وزیرانی روی کامپیوتر کلاسیک با زمان O(n) روی یک کامپیوتر کوانتومی با زمان O(1) حل می‌شود.
فرض کنیم تابع {\displaystyle f}  با {\displaystyle n}  ورودی داریم و ورودی و خروجی‌های آن مقادیر صفر و یک است.
{\displaystyle f\colon \{0,1\}^{n}\rightarrow \{0,1\}}
که در آن {\displaystyle f(x)} ضرب داخلی (ضرب نقطه‌ای) بین {\displaystyle x} و رشته {\displaystyle s} است به طوری که
{\displaystyle s\in \{0,1\}^{n}} modulo 2, {\displaystyle f(x)=x\cdot s=x_{1}s_{1}\oplus x_{2}s_{2}\oplus \cdots \oplus x_{n}s_{n}}>.
در این مسئله هدف پیدا کردن رشته {\displaystyle s} است.